# Robert Nortmann
Robert Alexander Nortmann (* 8. Dezember 1987 in Nassau (Bahamas)) ist ein kanadisch/bahamaischer Basketballspieler, der auch über die deutsche Staatsangehörigkeit verfügt.

## Laufbahn
Nortmanns Mutter stammt von den Bahamas, sein Vater ist Kanadier deutscher Abstammung. Nortmanns deutsche Großeltern waren während des Zweiten Weltkrieges von Hamburg nach Kanada ausgewandert. Er wurde auf den Bahamas geboren und zog 2001 mit seiner Familie nach Kanada. Mit 15 Jahren begann er mit dem Basketballsport. Er spielte Basketball am Eastern Commerce Collegiate Institute und ab 2007 an der Dalhousie University in Halifax (Provinz Neuschottland). In seiner Abschlusssaison 2011/12 erzielte er für Dalhousie im Mittel 14,2 Punkte sowie 6,5 Rebounds je Begegnung. Nortmann studierte Geschichte.
Seine ersten Erfahrungen als Berufsbasketballspieler machte Nortmann im Hemd der Maitland Mustangs in Australien. In der Frühjahressaion 2013 verbuchte er für die Mannschaft im 18,1 Punkte pro Einsatz. Es folgten Stationen in der kanadischen Liga NBL, seine statistischen Werte lagen jeweils deutlich unter jenen, die er in Australien und zuletzt an der Dalhousie University erzielt hatte. In der Saison 2014/15 entschied er sich, ein Angebot der kanadischen Mannschaften Island Storm abzulehnen, um an einem Probetraining der Harlem Globetrotters teilzunehmen, wurde letztlich aber nicht in die Showtruppe aufgenommen. In der folgenden Saison spielte er dann für Island Storm.
Im Sommer 2016 nahm er an einem Basketballturnier in China teil. Während des Spieljahres 2016/17 stand Nortmann beim italienischen Viertligisten Basket Francavilla 1963 unter Vertrag und kam in 22 Saisoneinsätzen auf einen Mittelwert von 11,2 Punkten. Im Februar 2017 kehrte er nach Kanada zurück und beendete die Saison in der NBL. In 24 Partien für Island Storm erzielte er im Schnitt 1,9 Punkte sowie 1,5 Rebounds.
Zu Beginn des Spieljahres 2017/18 bestritt er zwei Partien für Windsor Express in der kanadischen NBL und verbuchte im Schnitt zwei Punkte je Begegnung. Im Herbst 2017 erhielt er dank seiner Abstammung die deutsche Staatsangehörigkeit. Mitte Dezember 2017 wurde er vom deutschen Zweitligisten Gladiators Trier unter Vertrag genommen. Er bestritt 23 Saisonspiele für Trier, erzielte dabei im Durchschnitt 4,8 Punkte sowie 2,6 Rebounds je Begegnung und erreichte mit der Mannschaft das Halbfinale der Meisterrunde.
Im Juni 2018 wurde Nortmann vom Bundesliga-Absteiger Tigers Tübingen verpflichtet. Ende September 2018 zog er sich einen Ermüdungsbruch im linken Fuß zu. Er bestritt letztlich neun Punktspieleinsätze für Tübingen in der Saison 2018/19 und erreichte Mittelwerte von 1,4 Punkten sowie 1,2 Rebounds pro Begegnung. Anschließend spielte Nortmann für die Guelph Nighthawks in Kanada, im Januar 2020 wurde er vom isländischen Zweitligisten UMF Sindri unter Vertrag genommen. Im Mai 2020 wurde seine Verpflichtung durch den isländischen Erstligisten Fjölnir Karfa vermeldet, die sich dann aber zerschlug, Nortmann kehrte nach Trier zurück.
Im Juli 2021 vermeldete Drittligist EN Baskets Schwelm seine Verpflichtung. Nortmann spielte bis zum Ende der Saison 2021/22 für die Mannschaft.
Er betätigte sich später gelegentlich als Schauspieler.

## Nationalmannschaft
Im November 2017 wurde Nortmann in die Nationalmannschaft der Bahamas berufen und nahm mit der Auswahl an der Ausscheidungsrunde für die Weltmeisterschaft 2019 teil.